# Франклін-Фарм (Вірджинія)
Франклін-Фарм (англ. Franklin Farm) — переписна місцевість (CDP) в США, в окрузі Ферфакс штату Вірджинія. Населення — 19 189 осіб (2020).

## Географія
Франклін-Фарм розташований за координатами 38°54′42″ пн. ш. 77°23′43″ зх. д. / 38.91167° пн. ш. 77.39528° зх. д. (38.911658, -77.395364).  За даними Бюро перепису населення США в 2010 році переписна місцевість мала площу 12,38 км², з яких 12,31 км² — суходіл та 0,07 км² — водойми.

## Демографія
Згідно з переписом 2010 року, у переписній місцевості мешкало 19 288 осіб у 6131 домогосподарстві у складі 5459 родин. Густота населення становила 1558 осіб/км².  Було 6197 помешкань (501/км²).
Расовий склад населення:
| - 76,6 % — білих - 15,5 % — азіатів - 3,3 % — чорних або афроамериканців - 0,2 % — корінних американців - 1,3 % — осіб інших рас |

До двох чи більше рас належало 3,1 %. Частка іспаномовних становила 5,2 % від усіх жителів.
За віковим діапазоном населення розподілялося таким чином: 30,2 % — особи молодші 18 років, 63,9 % — особи у віці 18—64 років, 5,9 % — особи у віці 65 років та старші. Медіана віку мешканця становила 40,4 року. На 100 осіб жіночої статі у переписній місцевості припадало 98,7 чоловіків;  на 100 жінок у віці від 18 років та старших — 96,0 чоловіків також старших 18 років.
Середній дохід на одне домашнє господарство  становив 181 934 долари США (медіана — 167 051), а середній дохід на одну сім'ю — 189 930 доларів (медіана — 177 254). Медіана доходів становила 121 165 доларів для чоловіків та 74 277 доларів для жінок. За межею бідності перебувало 3,4 % осіб, у тому числі 2,6 % дітей у віці до 18 років та 3,6 % осіб у віці 65 років та старших.
Цивільне працевлаштоване населення становило 10 378 осіб. Основні галузі зайнятості: науковці, спеціалісти, менеджери — 30,5 %, освіта, охорона здоров'я та соціальна допомога — 16,6 %, публічна адміністрація — 12,2 %, фінанси, страхування та нерухомість — 10,2 %.